# まんまんちゃん、あん。
『まんまんちゃん、あん。』は、きづきあきらとサトウナンキによる日本の漫画作品。ウェブコミックサイト『幻蔵』にて2007年9月号より2008年12月号まで連載された。
タイトルの「まんまんちゃん」「あん」とはそれぞれ「南無阿弥陀仏」と「あな尊し」（併せて合掌の動作を行う）の関西弁幼児語で、主に関西地方で仏壇などを拝む際に使われる言葉である。

## ストーリー
貧乏子沢山の家に生まれた高校3年生のめぐり。家計は苦しく進学は諦めたものの、就職先が決まるわけでもなく進路を悩んでいた。そんな夏休みのある日、めぐりはアルバイト先の奥さんに連れて行かれた寺で住職の息子で随徳寺の跡取りの信玄に会わされ縁談を持ち掛けられる。めぐりは信玄に一目惚れしほぼ毎日随徳寺に通い、随徳寺の仕事を手伝い始める。信玄は歳の離れた嫁候補との縁談を一度は断ろうとするが、めぐりの恋心を受け入れて結婚を決意。檀家の信頼も得、めぐりは高校卒業と同時に信玄と結婚して随徳寺に引っ越した。
めぐりは実家が貧乏だったため、質素で躾が厳しい寺での生活にも順応していった。信玄とも仲睦まじく暮らしていためぐりだったが新婚早々、信玄は不慮の事故で帰らぬ人となってしまう。未亡人になってしまっためぐりは絶望のどん底に落とされながらも人前では今まで通りに明るく振舞い、寺や幼稚園の仕事をこなしていくしかなかった。
そんなめぐりを随徳寺に残すべく、檀家総代会はめぐりを「信玄の代わりの随徳寺の跡取り」と再婚させることを提案。ある意味人格無視のこの提案に信玄の弟・一円は猛反発するが、めぐりは信玄の面影の宿る随徳寺に残るためならば相手が誰であろうと周囲が認めれば一緒になって構わないとこの提案を受け入れる。かくして、めぐりは随徳寺の跡継ぎ問題に巻き込まれ翻弄されていく……。

## 登場人物
めぐり
寺に嫁いできた少女。6人姉妹の三女。三つ子の妹を妊娠した両親が経済的理由から諦めようとしていた時、赤ちゃんを切望した。そのため、一家は経済的に余裕がなく、下の子供たちの進学費用もない。その罪悪感と人のために役に立ちたいという一念で自分のことをないがしろにしてしまいがち。寺の雰囲気に似合わない童顔と巨乳の持ち主。滅私奉公に近いほどの働き者だがどんなに辛い時でも愛嬌をふりまき、檀家に人気がある。夫の急逝で微妙な立場になり、やがて愛憎劇の渦中の人にされる。
信玄（しんげん）
臨済宗の禅寺である随徳寺の跡取り。穏やかで檀家の信頼も厚い。押しが弱くて消極的なため見合いの相手を落とせず、長く独身のままだった。女性に奥手で新妻のめぐりにもうまく接することが出来ずにいたが、新婚2ヶ月目で不慮の事故で他界し跡を継ぐはずだった随徳寺に埋葬された。
一円（いちえん）
信玄の弟。随徳寺の経営する幼稚園の園長。年下の義姉となっためぐりと仲が良く、「ぐり」「一円」と呼び合っている。出来のいい兄との差を自覚しいずれは随徳寺を出るつもりでいたが、兄の死で跡継ぎ問題の渦中の人にされる。未熟な面があり、その優柔不断のせいで事態を悪化させていく。
陽恵（ようけい）
信玄と一円の父。随徳寺の住職。
きい
信玄と一円の母。尼でないため、直系の子孫が随徳寺の跡を継がなければ無一文で随徳寺を出て行かなければならない立場にあり、実の娘のように可愛がっているめぐりが自分の孫を産むことを望んでいる。
岬（みさき）
一円の恋人。住職夫人の役割を嫌悪し、絶対に寺に入らないと宣言している。やっと現れた信玄の嫁のなり手のめぐりに全責任を負わせるべく、めぐりと信玄の仲を取り持つのに協力した。跡継ぎ問題の再発で一円に自分と随徳寺とどちらを選ぶのか選択を迫る。
恵春（けいしゅん）
随徳寺の僧侶。跡継ぎ問題については中立の立場を取り続けていたが、信玄の一周忌を控えた灌仏会の翌日にめぐりへの恋心と慈恩への敵意、自身の出世欲からめぐりにとんでもない事をしてしまう。
坂東まさ（ばんどう まさ）
めぐりのバイト先の奥さん。きいの幼なじみ。随徳寺の檀家で寺の将来を案じて信玄に見合い話を持ち掛け続け、めぐりと信玄を引き合わせた。信玄の死後、きいの立場を守るべくめぐりに一円と再婚するよう促す。
黒柳（くろやなぎ）
檀家総代。鎌倉時代から続く資産家。めぐりのことを気に入っていて青臭い一円を見限り、めぐりの再婚相手と寺の跡取りとして慈恩を送り込む。
ゆい
めぐりの長姉。OL。歳の離れためぐりとの縁談を断ろうとする信玄にめぐりの想いを説明し、思い直すよう頼んだ。
まお
めぐりの次姉。大学生。未亡人となっためぐりに実家に帰ってくるよう何度も説得するがめぐりの亡き信玄への想いを知り、説得を断念した。
成田慈恩（なりた じおん）
黒柳が随徳寺に送り込んだ僧侶。もとは在家で会社勤め。寺を継ぐことを目論み、めぐりに結婚を申し込む。気障な言動が目立つため周囲から敵愾心を抱かれがちだが、自分なりの寺社経営の理念を実践したいという目標があり信玄の遺品のパソコンから入手した彼の遺志を積極的に取り入れ、徐々に随徳寺の屋台骨となっていく。

## 書誌情報
- きづきあきら+サトウナンキ 『まんまんちゃん、あん。』幻冬舎コミックス 〈バーズコミックス〉、全3巻
  1. 2008年1月24日 ISBN 978-4-344-81189-8
  2. 2008年6月24日 ISBN 978-4-344-81341-0
  3. 2009年1月24日 ISBN 978-4-344-81537-7